# 小笠原長重
小笠原 長重（おがさわら ながしげ）は、江戸時代前期から中期の旗本、譜代大名、老中。三河吉田藩第4代藩主、のち武蔵岩槻藩初代藩主。忠知系小笠原家4代。

## 生涯
慶安3年（1650年）5月7日、三河吉田藩第2代藩主・小笠原長矩の次男として生まれた。
寛文4年（1664年）3月22日、江戸幕府4代将軍・徳川家綱に謁見し、以降は譜代大名の次男坊として幕府に出仕した。寛文10年（1670年）7月11日に中奥小姓に就任し、12月28日には切米500俵を支給された。寛文12年（1672年）4月25日に御側小姓に移り、12月28日に従五位下佐渡守に叙任された。延宝5年（1677年）11月6日、延寿国吉の刀を賜った。延宝8年（1680年）に将軍家綱が薨去すると職を免ぜられ、一時寄合旗本に列したが、天和元年（1681年）7月6日には御書院番の番頭として復帰した。天和2年（1682年）5月21日、切米1000俵を加増されて都合1500俵となる。
貞享2年（1685年）7月9日、三河吉田藩第3代藩主である兄・小笠原長祐の子の長千代が早世し、長祐自身も病がちであったため急遽養子となり、12日に支給されていた1500俵を幕府に返還した。元禄3年（1690年）6月17日、兄・長祐が死去したことにより遺領を相続、同年10月10日に三河吉田藩4万5000石の第4代藩主となった。
幕府内の役職では、元禄3年（1690年）12月3日に奏者番兼寺社奉行となり、元禄4年（1691年）閏8月26日に京都所司代に就任する。また、この時に従四位下侍従の官位を受けた。同年10月10日、任務で京都へ赴く際に5代将軍・徳川綱吉から備前兼長の刀と時服五領、羽織一領、黄金二十枚を賜った。同年11月25日、はじめて参内して東山天皇に拝謁し、天盃を下賜された。元禄10年（1697年）閏2月6日には有栖川宮幸子女王の入内があり、天皇からその慶賀として京都所司代としては異例の従四位上へ昇進させてもよいという叡慮があったが、長重は拝辞している。4月19日、京都所司代として在京のままで幕府から老中の任命を受けた。また、武蔵岩槻へ1万石加増転封された。
また、元禄15年（1702年）12月14日、赤穂浪士による討ち入りの前日に開かれた吉良家茶会には主賓として出席している。宝永2年（1705年）8月27日、江戸城西の丸に入った6代将軍・徳川家宣に従って西の丸老中に転じ、1万石加増で都合6万石を知行する。
宝永6年（1709年）5月18日、眼病のため職を辞した。更に宝永7年（1710年）5月18日には隠居し、嫡男の長煕に家督を譲る。ところが、享保期になると8代将軍・徳川吉宗は支持基盤強化のために譜代大名、老中経験者たちの前官礼遇という形をとり、隠居していた酒井忠挙、稲葉正往と共に前代の遺老・学識豊かな経験者として特に優遇された。長重にも時々登城して御用部屋（老中の執務室）に顔を出すように指示があった。享保7年（1722年）7月22日、将軍・吉宗から鷹狩で捕獲した鷚を下賜された。
享保17年（1732年）8月1日に江戸で死去。享年83。愛知県豊橋市の臨済寺に廟がある。

## 剣術
大名ながら、若い頃から新陰流や小野派一刀流を学んだ剣術の達人で、その剣風は「手強風」と呼ばれて恐れられたという。また、家宣政権では、綱吉時代に廃止された新陰流と一刀流の年始の稽古はじめの儀式や、御前での演武などの儀式の復活に尽力した。宝永6年（1709年）には辻月丹に入門し無外流も修行した。

## 経歴
- 1650年（慶安3年）江戸で生まれる
- 1672年（寛文12年）公方小姓
- 1681年（天和元年）書院番頭
- 1685年（貞享2年）兄・長祐の養子となる
- 1690年（元禄3年）6月17日、長祐死去。10月10日に吉田藩を相続。奏者番兼寺社奉行（12月3日）
- 1691年（元禄4年）京都所司代（8月26日）
- 1697年（元禄10年）老中も兼務（4月19日）。岩槻に転封
- 1705年（宝永2年）所司代免、江戸城西丸付（8月27日）、1万石加増
- 1709年（宝永6年）西丸から本丸老中に転ずる（1月10日）
- 1710年（宝永7年）老中免、隠居（5月18日）
- 1732年（享保17年）死去、享年83

## 官歴
- 1672年（寛文12年）従五位下佐渡守
- 1691年（元禄4年） 従四位下侍従

## 系譜
父母
- 小笠原長矩（実父）
- 菅沼定芳の娘（実母）
- 小笠原長祐（養父）

正室
- 細川興隆の娘

子女
- 小笠原長道（長男）
- 小笠原長煕（次男）

養女
- 本多助芳継室